# Якут, Александр Всеволодович
Александр Всеволодович Якут (3 ноября 1955) — российский художник и галерист, архитектор, куратор.

## Биография
Родился в Москве 3 ноября 1955 года. Отец — Якут, Всеволод Семёнович — актёр театра и кино, народный артист СССР, лауреат Сталинской премии.
В 1980 году окончил Московское Художественное Училище имени 1905 года. В 1988 году окончил Московский государственный художественный институт им. В. Сурикова.
В 1989 году совместно с Айдан Салаховой и Евгением Миттой выступил соучредителем Первой галереи, первой частной художественной галереи в России.
В 1990 году в качестве художника и куратора принял участие в Венецианской биеннале.
В 1993 году открыл галерею «Якут» («Yakut Gallery»).
В 1993 году на аукционе московской ярмарки «Арт-Миф» работа Александра Якута «Спящая красавица» была приобретена банком «Империал» для своей корпоративной коллекции за 250 тысяч долларов.
В 1996 году основал журнал «Нарцисс». Последние годы живопись и фотоработы Александра Якута представляет галерея «Триумф».
Живет и работает в Москве.

## Кураторская деятельность
Куратор многочисленных выставок в России и за рубежом. Основные проекты :
- 1989, Москва — «Фото в живописи», участники И. Кабаков, Э. Булатов, И. Чуйков, Э. Гороховский, С. Файбисович и др. («Первая Галерея», совместно с А. Салаховой и Е. Миттой)
- 1989, Москва — «Хельмут Ньютон в Москве», персональная выставка Хельмута Ньютона («Первая Галерея», совместно с А. Салаховой и Е. Миттой)
- 1989, Москва — «Недорогое искусство, или Маленькие создания», участники И. Топольская, Д. Топольский, А. Салахова и др. («Первая Галерея», совместно с А. Салаховой и Е. Миттой)
- 1991, Москва — «Вредные сувениры», участники М. Константинова и Н. Козлов («Первая Галерея», совместно с А. Салаховой и Е. Миттой)
- 1991, Москва — «На дне», персональная выставка Гора Чахала («Первая Галерея», совместно с А. Салаховой и Е. Миттой)
- 1992, Москва, Нью-Йорк — «Absolut-Glasnost», участники В. Косолапов, С. Мироненко, А. Салахова, Н. Козлов, А. Якут, Е. Митта и др. («Первая Галерея» совместно с «Absolut»)
- 1993, Москва — «Лес», фотография, персональная выставка В. Корченко («Yakut Gallery»)
- 1993, Москва — «Универсалии, или Голый Король», персональная выставка А. Гранцевой («Yakut Gallery»)
- 1993, Москва — «Живопись, графика, скульптура», персональная выставка Н. Алексеева, («Yakut Gallery»)
- 1993, Москва — «Белая ночь», участники К. Звездочетов, Н. Козлов, А. Мареев, С. Файбисович, А. Яхнин, Н. Овчинников, С. Ануфриев, А. Филиппов и др. («Yakut Gallery»)
- 1994, Москва — «Темные аллеи», участники В. Кошляков, В. Дубосарский («Yakut Gallery»)
- 1994, Москва — «Агонии — Графика», персональная выставка А. Фрейера («Yakut Gallery»))
- 1994, Москва — «Хроника текущих событий», персональная выставка С. Файбисовича («Yakut Gallery»)
- 1994, Москва — «Ferrum», персональная выставка Н. Козлова («Yakut Gallery»)
- 1994, Москва — «Восточные мотивы», персональная выставка А. Попова («Yakut Gallery»)
- 1994, Москва — «Вчуствование 1931—1939», участники группа «IV VЫСОТА»: Г. Смирнская, Д. Ким, Е. Каменева («Yakut Gallery»)
- 1994, Москва — «Чётки», персональная выставка А. Безукладникова («Yakut Gallery»)
- 1994, Москва — «Возрождение», участники С. Касьянов и В. Пушкин («Yakut Gallery»)
- 1995, Москва — «Цветы, тараканы», персональная выставка А. Попова («Yakut Gallery» и наружная экспозиция на Б. Якиманке)
- 1995, Сан-Ремо — «Будни искусства», графика, участники И. Макаревич, Е. Елагина, И. Кабаков, Э. Булатов, А. Мареев, Н. Алексеев, А. Филлипов, А. Попов, В. Кошляков и др. («Yakut Gallery» совместно с Третьяковской галереей)
- 1995, Москва — «Тициан. Фрагменты» (наружная экспозиция на Б. Якиманке)
- 1995, Москва — «Царизм», участники Е. Козлова и Е. Филлипова («Yakut Gallery»)
- 1995, Москва — "Стратегия: Тактика: ", персональная выставка Е. Каменевой («Yakut Gallery»)
- 1995, Москва — «Искусство умирать». (Государственная Третьяковская Галерея, Центральный выставочный зал «Манеж», «Yakut Gallery»)
- 1995-96, Москва — «Жизнь замечательных Монро», В. Мамышев (Монро) («Yakut Gallery» и наружная экспозиция на Б. Якиманке)
- 1996, Москва — «Зона», участники В. Кошляков, И. Макаревич, Е. Елагина, В. Мамышев (Монро), А. Попов, Е. Филиппова, В. Дубосарский, Е. Нестеров, А. Лившиц и др. (Государственная Третьяковская Галерея, «Yakut Gallery»)
- 1996, Москва — «С того света», участники Т. Новиков, А. Попов, Н. Жерновская и др. («Yakut Gallery», ГЦВЗ «Манеж»)
- 1996, Москва — «Место», персональная выставка П. Макова («Yakut Gallery»)
- 1996, Москва — «Без названия», персональная выставка А. Лифшица («Yakut Gallery»)
- 1996, Женева — «Покинутые города», персональная выставка Е. Нестерова («Yakut Gallery», Лига Наций)
- 1997, Москва — «:250 000 миль», участники Т. Новиков, Г. Гурьянов, В. Кошляков, М. Розанов, С. Шутов, И. Макаревич, Е. Елагина, А. Беляев-Гинтовт, Е. Березовская, Е. Китаева, С. Ануфриев, В. Мамышев (Монро) и др. («Yakut Gallery» совместно с «Villeroy&Boch», ГЦВЗ «Манеж»)
- 1997, Мюнхен — «Искусство умирать — 2. Выставка современного русского искусства», В. Кошляков, В. Дубосарский, А. Попов, Е. Филиппова («Yakut Gallery», выставочное пространство компании Dimer-Benz-AS)
- 1997, Москва — «Готика», персональная выставка Е. Нестерова, а также детские рисунки народов Севера из коллекций провинциальных музеев («Yakut Gallery»)
- 1999, Москва — «Новые Серьезные», участники Т. Новиков, Г. Гурьянов, Н. Жерновская, Е. Остров и др. («Yakut Gallery»)
- 1999, Москва — «Solo», персональная выставка А. Беляева-Гинтовта («Yakut Gallery»)
- 1999, Москва — Арт-ярмарка «Евразийская Зона» (ГЦВЗ «Манеж», арт-директор А. Якут)
- 2002, Москва — «Новое Русское Барокко», участники А. Смирнский, Г. Гурьянов, С. Клевак, А. Якут, А. Беляев-Гинтовт, Н. Жерновская («Yakut Gallery», выставочное пространство «Джеймс»)
- 2003, Москва — «Орджоникидзе all-inclusive», «Сны Чанга», выставка по случаю выхода 3-го номера журнала «Нарцисс» («Yakut Gallery»)
- 2004, Москва — открытие нового пространства «Yakut Gallery», «Звезда» — персональная выставка А. Беляева-Гинтовта
- 2004, Москва — стенд «Yakut Gallery» и журнала «Нарцисс» в рамках 8-й ярмарки «Арт-Москва», участники А. Беляев-Гинтовт, А. Медведев,С. Клевак, А. Якут
- 2004, Москва — «Мишка на Севере», персональная выставка А. Медведева («Yakut Gallery»)
- 2005, Москва — стенд «Yakut Gallery» и журнала «Нарцисс» в рамках 9-й ярмарки «Арт-Москва», участники А. Рукавишников, А. Беляев-Гинтовт, Л. Ротарь, А. Якут

## Персональные выставки
- 1990, Венеция — авторский проект «Диалог с Малевичем» в рамках экспозиции «Раушенберг — нам, мы — Раушенбергу», в составе группы московских художников (Биеннале в Венеции).
- 2004, Женева — персональная выставка фотографий в муниципальном выставочном зале Колони.

## Работы хранятся в собраниях
Государственный Центр современного искусства, Москва
Московский музей современного искусства (ММОМА)